# مورتان (سوئیس)
شهر مورتان  در بخش سی در ایالت فریبورگ در کشور سوئیس واقع شده‌است که ۵٬۵۰۰ نفر  جمعیت دارد.

## نگارخانه

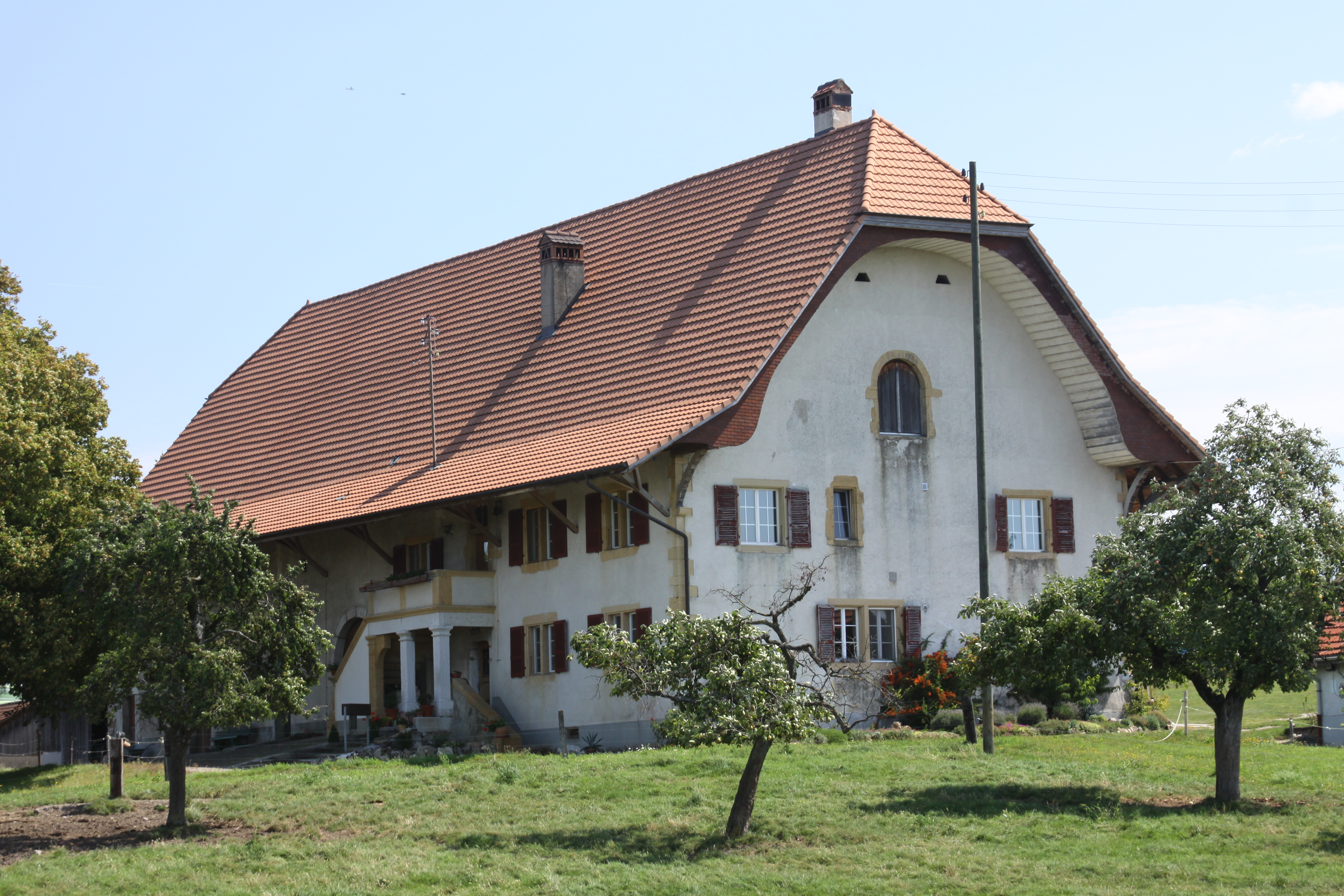
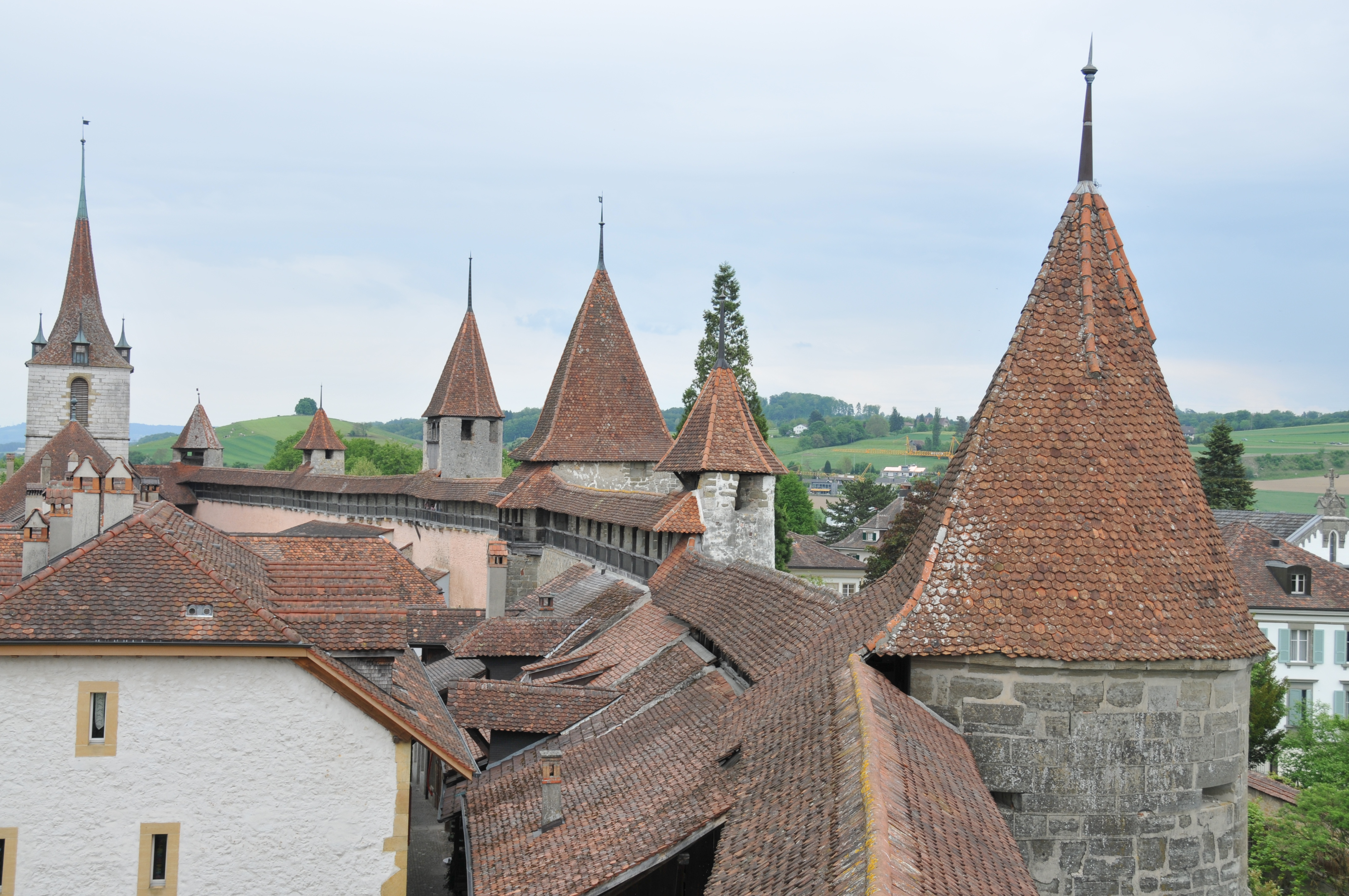
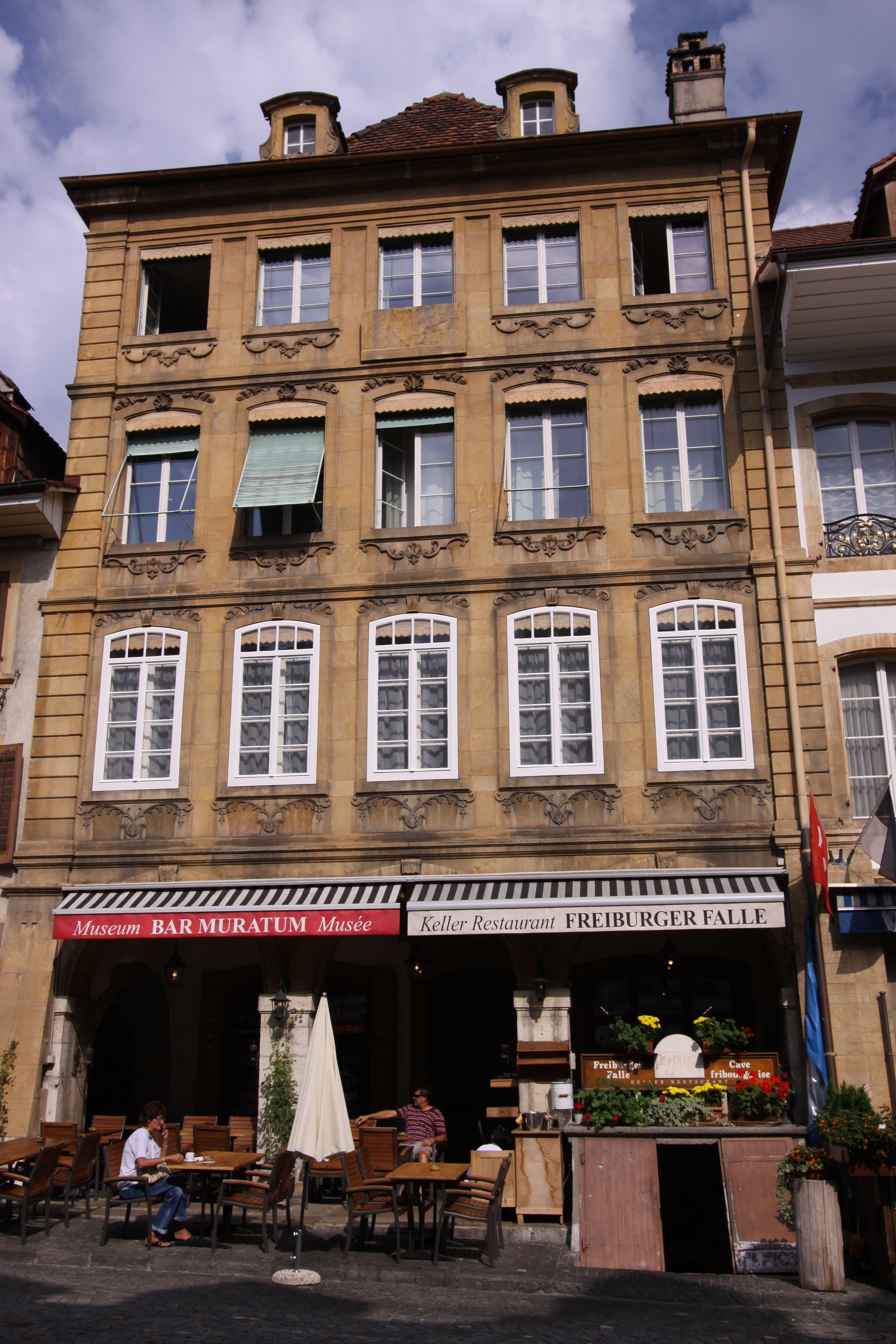
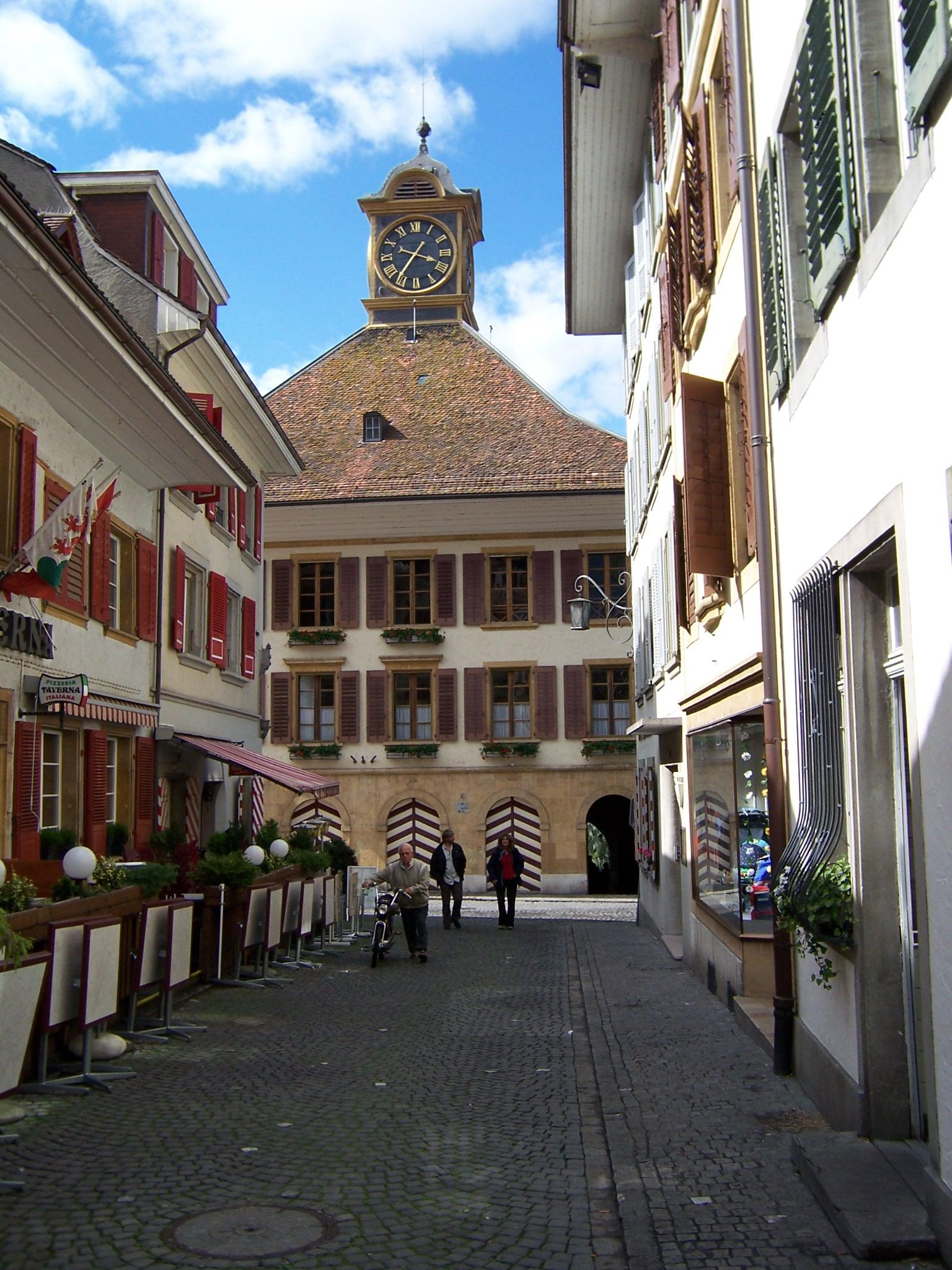
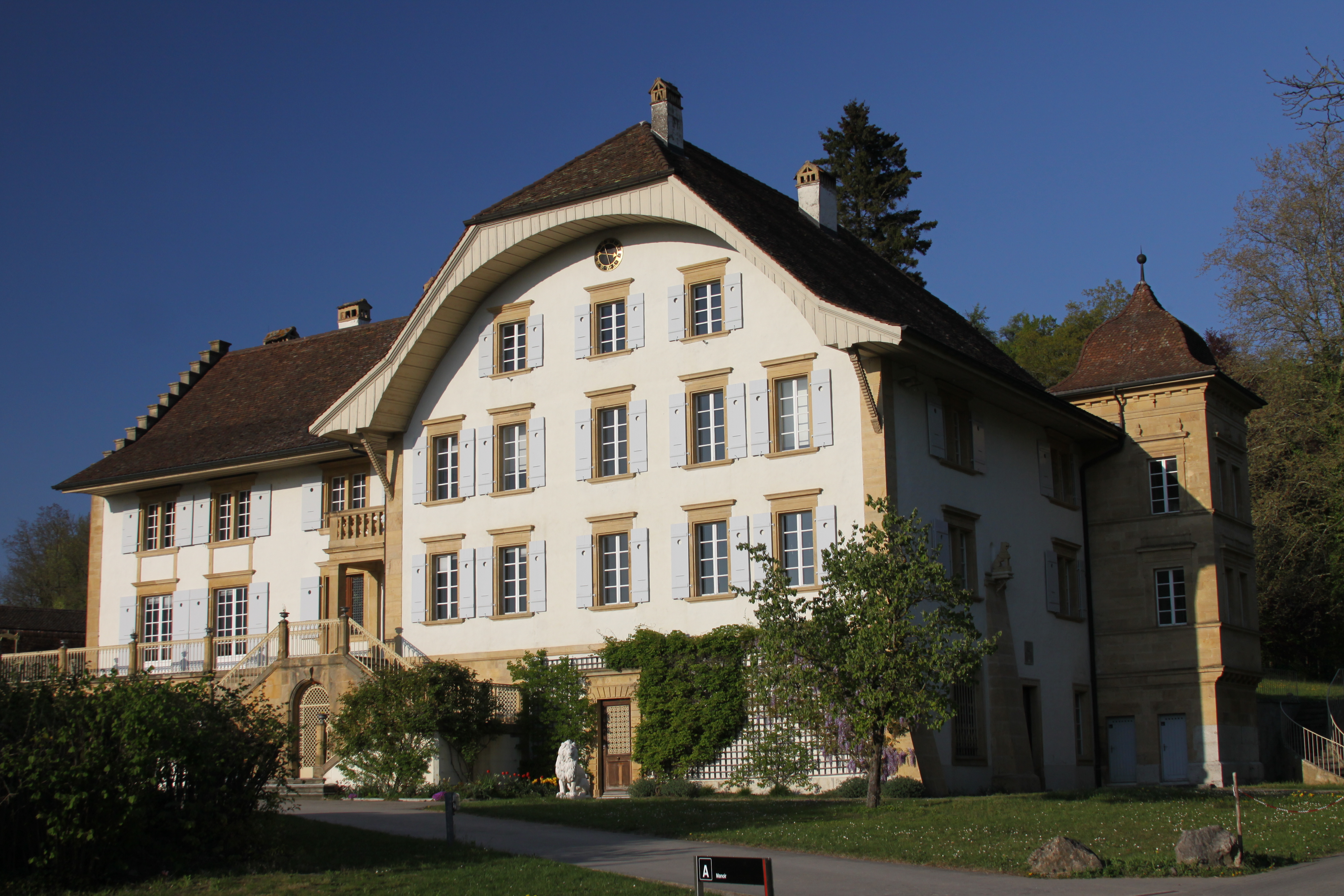